# SSTL S1-4
SSTL S1-4 ist ein britischer Erdbeobachtungssatellit.
Er wurde am 16. September 2018 um 16:37 UTC mit einer PSLV-Trägerrakete vom Satish Dhawan Space Centre (zusammen mit NovaSAR-S) in eine sonnensynchrone Umlaufbahn gebracht.
Der dreiachsenstabilisierte Satellit ist identisch mit den 3 DMC3-Satelliten und ist mit einem optischen Teleskop (VHRI-100) mit einer panchromatischen Auflösung von einem Meter, einer multispektralen Auflösung von weniger als 4 Metern und einer Schwadbreite von 24 km ausgerüstet und soll der Katastrophenüberwachung und allgemeinen Überwachungsaufgaben dienen. Er wurde auf Basis des SSTL-300-S1-Satellitenbusses der Surrey Satellite Technology gebaut und besitzt eine geplante Lebensdauer von sieben Jahren. Die Aufnahmekapazitäten wurde zu 100 % von der chinesischen Firma 21AT geleast.